# 올레 키르크 크리스티안센
올레 키르크 크리스티안센(Ole Kirk Christiansen, 1891년 4월 7일 ~ 1958년 3월 11일)은 덴마크의 목수이자, 세계적인 브릭 제조기업 레고의 창업자이다.

## 생애
1891년 4월 7일 덴마크 윌란 반도(유틀란트 반도) 중부에 위치한 필스코프에서 태어났다. 1958년 3월 11일 심장마비로 66세의 나이에 사망하였다. 사망 후에는 셋째 아들인 고트프레드 키르크 크리스티안센이 회사를 물려받았다.